# Silzer See
Der Silzer See ist ein kleiner Stausee des Klingbachs im südlichen Pfälzerwald, dem deutschen Teil des Wasgaus (Rheinland-Pfalz).

## Geographie

### Lage
Der Woog, wie solche künstlich angelegten Stillgewässer in Südwestdeutschland genannt werden, liegt im Landkreis Südliche Weinstraße auf etwa 205 m ü. NHN 250 m westlich des Wohngebiets der Ortsgemeinde Silz, nach der er seinen Namen hat. Erreicht wird er über die Landesstraße 493, die Silz mit Vorderweidenthal verbindet und gleich hinter Silz eine Abzweigung nach rechts besitzt, die unmittelbar zum See führt. Der nächste Autobahnanschluss (A 65 Ludwigshafen–Karlsruhe, Nr. 18 Insheim) ist 19 km entfernt.

### Umgebung
Knapp südlich des Silzer Sees erstreckt sich der 100 Hektar große Wild- und Wanderpark Südliche Weinstraße. Im Umkreis von wenigen Kilometern gibt es zahlreiche geschichtsträchtige Burgen, beispielsweise Lindelbrunn, Berwartstein oder Drachenfels.

## Tourismus
Der Silzer See wurde im Naherholungsgebiet Hohmühle aufgestaut und 1982 eröffnet, um den Tourismus zu fördern; aus dieser Zeit stammt der Werbeslogan „Silz, die grüne Gemeinde im Wald und am See“. Der See besitzt – in West-Ost-Richtung, der niedrige Damm liegt am östlichen Ende – eine Länge von rund 300 und eine mittlere Breite von etwa 50 m. Um ihn herum führt ein Baumlehrpfad, die breiten grasbewachsenen Uferstreifen im Norden und im Süden werden als Liegewiesen genutzt.